# Curassanthura bermudensis
Curassanthura bermudensis е вид ракообразно от семейство Leptanthuridae. Видът е критично застрашен от изчезване.

## Разпространение
Разпространен е в Бермудски острови.